# جياني زويفرلون
جياني ميشيل أوجين زويفرلون (بالهولندية: Gianni Michel Eugene Zuiverloon) هو لاعب كرة قدم هولندي في مركز الظهير الأيمن ولد في يوم 30 ديسمبر 1986 في مدينة روتردام في هولندا، يلعب حالياً مع نادي أدو دين هاغ وسبق له اللعب مع نادي هيرنفين الرياضي وريال مايوركا وإبسويتش تاون وويست بروميتش ألبيون وآر كي سي فالفيك وفينورد روتردام، كما لعب مع منتخب هولندا لكرة القدم تحت 21 سنة ولعب مع منتخب هولندا الأولمبي في دورة الألعاب الأولمبية الصيفية 2008 في بكين عاصمة الصين، يبلغ طوله 179 سم.

## روابط خارجية
- جياني زويفرلون على موقع الاتحاد الدولي (مؤرشف)  (الإنجليزية)
- جياني زويفرلون على موقع الاتحاد الأوربي (الإنجليزية)
- جياني زويفرلون على موقع قاعدة بيانات كرة القدم.إي يو (الإنجليزية)
- جياني زويفرلون على موقع بيانات كرة القدم. دي إي (الألمانية)
- جياني زويفرلون على موقع Soccerbase.com (لاعب) (الإنجليزية)
- جياني زويفرلون على موقع Soccerway.com (الإنجليزية)
- جياني زويفرلون على موقع عالم كرة القدم.نت (الإنجليزية)
- جياني زويفرلون على موقع أوليمبيديا (الإنجليزية)
- جياني زويفرلون على موقع AS.com (الإسبانية)